# Oberster Rat der Streitkräfte
Der Oberste Rat der Streitkräfte (arabisch المجلس الأعلى للقوات المسلحة, DMG al-Maǧlis al-ʾaʿlā li-l-quwwāt al-musallaḥa; englisch Supreme Council of the Armed Forces, kurz SCAF) von Ägypten besteht aus 18 hochrangigen Offizieren der ägyptischen Streitkräfte, die sich 2011 während der Revolution in Ägypten als politische Machthaber über den Ministern konstituierten. Ziel war es nach ihren Äußerungen, vorübergehend den zurückgetretenen langjährigen Staatspräsidenten Husni Mubarak zu ersetzen. Neben dem bisherigen Militärminister gehören dazu die Oberbefehlshaber der Teilstreitkräfte und einige andere hohe Offiziere.

## Stellung im Staatswesen
Der Militärrat löste in der Funktion nach dessen Rücktritt den diktatorisch regierenden Staatspräsidenten Ägyptens Muhammad Husni Mubarak bzw. dessen Stellvertreter Omar Suleiman ab. In dieser Funktion besteht das Gremium außerhalb der üblichen Militärbefehlsstrukturen. Die Oberbefehlshaber und Befehlshaber üben ihre militärischen Funktionen weiter aus.

## Mitglieder
Er setzt sich u. a. zusammen aus:
- Vorsitzender Mohammed Hussein Tantawi, Verteidigungsminister und Oberbefehlshaber der ägyptischen Streitkräfte, im Amt bis 12. August 2012[2][3]
- Generaloberst Abd al-Fattah as-Sisi, Vorsitzender ab 12. August 2012[4]
- General Mohsen al-Fanagry, stellvertretender Verteidigungsminister
- Generalmajor Mohammed al-Assar, stellvertretender Verteidigungsminister für Rüstungsangelegenheiten[5]
- Generalleutnant Sami Hafez Enan (Anan), Generalstabschef der Armee
- Vizeadmiral Mohab Mamish, Befehlshaber der Marine
- Luftmarschall Reda Mahmoud Hafez Mohamed, Generalstabschef der Luftwaffe
- General Mohammed Abdel Nabi, Befehlshaber der Grenztruppen
- Generalleutnant Abd El Aziz Seif-Eldeen, Befehlshaber der Luftverteidigung
- General Ismail Othman, Generalstabsoffizier für Moralische Landesverteidigung
- General Hassan al-Rwini, Befehlshaber der Zentralen Militärzone
- General Mohammed Hegazy, Befehlshaber der 3. Feldarmee
- General Sobhy Sedky, Befehlshaber der 2. Feldarmee
- Sieben Kommandeure der Nord-, Süd- und Westmilitärzonen[6]

## Aktivitäten
Am 19. März 2011 stellte der Militärrat eine von einem Komitee ausgearbeitete Verfassungsänderung zur Wahl.
Der Militärrat trägt seit dem Sturz Mubaraks die Verantwortung für das Vorgehen gegen die Meinungsfreiheit in Ägypten. Zur Abschreckung wurde u. a. der in Ägypten umstrittene Blogger Maikel Nabil Sanad, welcher für eine friedliche arabisch-israelische Koexistenz eintritt, in einem geheimen Schnellverfahren von einem Militärgericht zu drei Jahren Haft verurteilt. Er hatte in seinem Blog berichtet, dass die ägyptische Armee absichtlich Konflikte zwischen Christen und Muslimen anheizte, um daraus politisches Kapital zu schlagen.
Er hat Ende März 2011 ein Gesetz beschlossen, das Proteste verbietet, die das reibungslose Funktionieren von Institutionen oder der Wirtschaft beeinträchtigen. Das Gesetz war keine vier Stunden alt, da wandte das Militär es bereits an und räumte die Besetzung der Kairoer Universität.
Laut Militärrat sollen vom 28. November 2011 bis zum 10. Januar 2012 demokratische Parlamentswahlen in drei Phasen abgehalten werden. Die zweite Parlamentskammer (Schura-Rat), soll auch dreischrittig ab dem 29. Januar 2012 gewählt werden.
Anfang Oktober 2011 änderte der Militärrat umstrittene Wahlrechtsparagraphen.
Am 15. Juni 2012 – einen Tag vor dem Termin der Stichwahl zum ägyptischen Präsidenten – löste der Militärrat das aus den ersten Parlamentswahlen nach dem Sturz Mubaraks hervorgegangene Parlament auf, nachdem sein Zustandekommen am Vortag vom obersten Gericht Ägyptens für verfassungswidrig erklärt worden war, da nicht die Bedingungen zur Besetzung eines Drittels der Plätze durch sogenannte „Unabhängige“ eingehalten worden waren. Der Militärrat initiierte, dass den Mitgliedern des Parlaments der Zugang zu diesem versperrt wurde.